# Halothamnus
Halothamnus is een geslacht uit de amarantenfamilie (Amaranthaceae). De soorten komen verspreid voor in Zuidwest- en Centraal-Azië, het Arabisch Schiereiland en tropisch Noordoost-Afrika.

## Soorten
- Sectie Pungentifolia Kothe-Heinr.
  -  Halothamnus beckettii  Botsch.
- Sectie Halothamnus
  - Halothamnus afghanicus Kothe-Heinr.
  - Halothamnus auriculus (Moq.) Botsch.
  - Halothamnus bamianicus (Gilli) Botsch.
  - Halothamnus bottae Jaub. & Spach
  - Halothamnus cinerascens (Moq.) Kothe-Heinr.
  - Halothamnus ferganensis Botsch.
  - Halothamnus glaucus (M.Bieb.) Botsch.
  - Halothamnus heptapotamicus Botsch.
  - Halothamnus hierochunticus (Bornm.) Botsch.
  - Halothamnus iliensis (Lipsky) Botsch.
  - Halothamnus iranicus Botsch.
  - Halothamnus iraqensis Botsch.
  - Halothamnus kermanensis Kothe-Heinr.
  - Halothamnus lancifolius (Boiss.) Kothe-Heinr.
  - Halothamnus oxianus Botsch.
  - Halothamnus schurobi Botsch.
  - Halothamnus seravschanicus Botsch.
  - Halothamnus sistanicus (De Marco & Dinelli) Kothe-Heinr.
  - Halothamnus somalensis (N.E.Br.) Botsch.
  - Halothamnus subaphyllus (C.A.Mey.) Botsch.
  - Halothamnus turcomanicus Botsch.

... · 
Achyranthes · 
Aerva ·
Alternanthera ·
Amaranthus (Amarant) · 
Atriplex (Melde) · 
Axyris · 
Bassia (Zoutkruid) · 
Beta (Biet) · 
Blitum (Spiesganzenvoet) · 
Celosia · 
Chenopodium (Ganzenvoet) · 
Corispermum (Vlieszaad) · 
Dysphania · 
Halimione (Zoutmelde) · 
Halocnemum · 
Halothamnus · 
Haloxylon · 
Kochia · 
Krascheninnikovia · 
Polycnemum (Knarkruid) · 
Patellifolia · 
Ptilotus · 
Pupalia ·
Salicornia (Zeekraal) · 
Salsola (Loogkruid) · 
Spinacia · 
Suaeda · 
Traganum · 
...